# راشن
راشن (به لهستانی:  Raszyn) یک روستا در لهستان است که در گمینا راشن واقع شده‌است. راشن ۶٬۷۰۰ نفر جمعیت دارد.